# Buglovce
Buglovce és un poble i municipi d'Eslovàquia. Es troba a la regió de Prešov, al nord del país.
La primera referència escrita de la vila data del 1280.

## Demografia
| Godina             | 1994 | 2004   | 2014   | 2024   |
| ------------------ | ---- | ------ | ------ | ------ |
| Nombre de persones | 257  | 265    | 270    | 269    |
| Diferència         |      | +3,11% | +1,88% | −0,37% |

| Godina             | 2023 | 2024   |
| ------------------ | ---- | ------ |
| Nombre de persones | 265  | 269    |
| Diferència         |      | +1,50% |